# DN3A
DN3A este un drum național din România, care leagă orașele Lehliu Gară și Fetești. El merge paralel cu autostrada A2, cu care se intersectează doar la Fetești.